# Human Interface Guidelines
In informatica le Human Interface Guidelines (HIG), letteralmente Linee guida per interfacce umane, sono documenti che forniscono agli sviluppatori di applicazioni una serie di raccomandazioni da seguire per rendere le interfacce  più intuitive, facili da imparare e consistenti nel comportamento, migliorando in questo modo l'interazione tra utente e computer.
La maggior parte delle guide si limitano a definire un comune aspetto e comportamento (look and feel) per le applicazioni di un particolare ambiente desktop o sistema operativo.  
Le regole definite nelle guide sono a volte basate su studi di interazione uomo-computer, i cosiddetti "studi di usabilità", ma la maggior parte di esse sono basate su convenzioni arbitrarie scelte dagli sviluppatori della piattaforma a cui si riferiscono.
L'obiettivo principale di una HIG è di fornire all'utente un comportamento consistente delle applicazioni in tutto l'ambiente in cui egli si trova ad operare, in genere un ambiente desktop o l'intero sistema operativo.  Le interfacce delle applicazioni che l'utente utilizza dovranno, quindi, avere lo stesso stile grafico e dovranno comportarsi in modo simile quando presenteranno elementi simili nell'interfaccia, sia per elementi semplici come un bottone o un'icona, sia per elementi più complessi come una finestra di dialogo.
Al 2017, l'HIG di Microsoft rappresentava uno standard di fatto per il settore, caratterizzato dall'impiego di uno o due dispositivi Kinect e del push-to-press, un gesto dell'utilizzatore che consiste nell'emulare la pressione di un tasto per attivare l'evento associato all'immagine selezionata dal cursore.